# Eric von Hippel

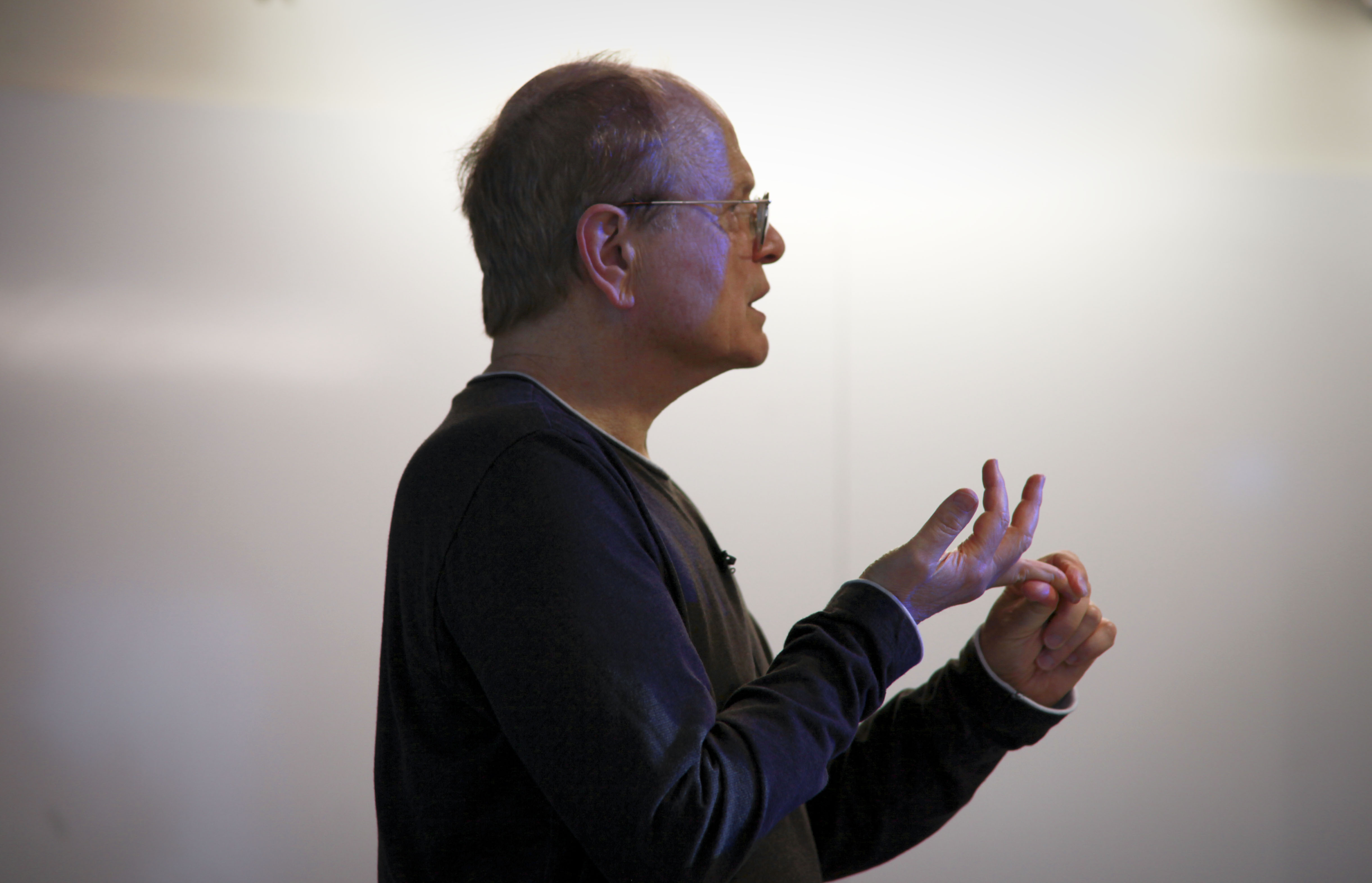
Eric von Hippel 2009

Eric Arthur von Hippel (* 27. August 1941) ist ein US-amerikanischer Ökonom und seit 1973 Professor an der MIT Sloan School of Management. Er ist vor allem für seine Arbeiten zu „Nutzerinnovationen“ („user innovations“) bekannt – Innovationen, die von Nutzern und nicht von Produzenten der betrachteten Produkte ausgehen. Von Hippel und Koautoren zeigten, dass in manchen Branchen ein Großteil der Innovationen, vor allem radikaler Innovationen, von Nutzern ausgehen. Um das Phänomen zu beschreiben, prägte er 1986 den Begriff des „lead users“, der früher als das Gros des Marktes Bedarf an einer bestimmten Innovation hat und zudem erwartet, in besonderem Maße von einer Befriedigung dieses Bedarfs zu profitieren.
Die Arbeiten Eric von Hippels finden Anwendung im Innovationsmanagement und im Management von Open-Source-Software. Er ist Autor zahlreicher wissenschaftlicher Artikel und der Bücher The Sources of Innovation (1988), Democratizing Innovation (2005) und Free Innovation (2017).
Von Hippel wurden die Ehrendoktorwürden vierer Universitäten verliehen. Er wurde ausgezeichnet mit dem Humboldt-Forschungspreis, dem EU Innovation Luminary Award (2015), dem Schumpeter School Prize (2017) und der Portugal Medal of Science (2020). Von Hippel ist Beiratsmitglied von Patient Innovation, einer gemeinnützigen internationalen Plattform, auf der sich Patienten und Pflegende über Innovationsideen zu Therapien und Hilfsmitteln austauschen.

## Leben
Eric von Hippel ist der Sohn von Dagmar von Hippel, geb. Franck, und des Materialwissenschaftlers und Physikers Arthur Robert von Hippel, der ebenfalls Professor am MIT war. Sein Großvater mütterlicherseits ist der Nobelpreisträger James Franck, sein Großonkel war der deutsche Ophthalmologe Eugen von Hippel. Von Hippel wuchs in Weston (Massachusetts) mit seinen Eltern, drei Brüdern und einer Schwester auf.

## Ausbildung
Von Hippel besuchte zunächst eine öffentliche Schule, wechselte dann aber in die private und liberale Cambridge School of Weston. Seinen Bachelor erlangte er an der Harvard-Universität im Bereich Ökonomie. 1966 absolvierte er seinen Master of Science im Bereich Maschinenbau am MIT. Anschließend gründete er ein eigenes Unternehmen, arbeitete als Strategieberater bei McKinsey und machte dann seinen Ph.D an der Carnegie Mellon University im Bereich Innovationsmanagement. Seit 1973 ist er Professor an der MIT Sloan School of Management.

## Forschung
Von Hippel hat drei Bücher verfasst, die seine Forschungsprojekte zusammenfassen und in einen Gesamtzusammenhang stellen: The Sources of Innovation (1988); Democratizing Innovation (2005); und Free Innovation (2017). Sie wurden unter der Creative-Commons-Lizenz publiziert, was bedeutet, dass sie kostenfrei öffentlich zugänglich sind. Ihre Schwerpunkte sind:

### „Lead-User“-Innovation
Von einer Innovation durch Nutzer (user innovation) spricht man, wenn ein neues Produkt oder eine neue Dienstleistung durch Einzelpersonen oder Unternehmen entwickelt wurde, die sie für die eigene Nutzung benötigen. Dies steht im Gegensatz zur Herstellerinnovation, bei der Unternehmen Produkte für den Verkauf am Markt entwickeln. Eric von Hippel war der erste, der dieses Phänomen eingehend erforschte. Er prägte dabei den Begriff des „lead users“, der Bedürfnisse aufweist, die dem allgemeinen Markt in Bezug auf wichtige Trends voraus sind und der entsprechend einen hohen Nutzen von einer Innovation hat.
Die durch von Hippel entwickelte „Lead-User-Methode“ ist eine wichtige und häufig eingesetzte Methode, mit deren Hilfe Unternehmen Innovationen identifizieren bzw. entwickeln können. Das zentrale Suchverfahren heißt „Pyramiding“, wobei der Sucher nacheinander Experten kontaktiert und sie nach Lead Usern oder Personen befragt, die Lead User kennen. Üblicherweise gelangt man bereits in wenigen Schritten zu geeigneten Personen.

### „Free-Citizen“-Innovation
Von Hippel und seine Kollegen haben eine Reihe nationaler Befragungen durchgeführt, in denen Umfang und Bedeutung von Innovationen ermittelt wurden, die von Endverbrauchern für den eigenen Gebrauch entwickelt werden. Die wichtigsten Erkenntnisse dieser Umfragen sind (1) dass diese Art von Innovationen einen Anteil aufweist, der höher ist als bisher angenommen (von 1,5 % in China über 5,2 % in den USA bis zu 9,6 % in Russland), (2) dass mehr als 90 % der Innovationsentwicklungen von Bürgern „frei“ sind – sie werden von ihren Entwicklern anderen Verbrauchern und auch kommerziellen Produzenten offengelegt (kein Schutz geistigen Eigentums), (3) dass die Innovationsrate der Bürger sowohl mit Bildung als auch mit Einkommen positiv korreliert, und (4) dass Benutzerinnovatoren generell andere Arten von Innovationen entwickeln als Produzenten. Diese Art von Innovationen taufte von Hippel „Free-Citizen“-Innovationen. Free-Citizen-Innovationen gewinnen gegenüber produzentenzentrierten Innovation immer mehr an Bedeutung.

### „Sticky Information“
Neben seiner Arbeit im Bereich der Nutzerinnovationen stellt von Hippel auch Verbindungen zu anderen Forschungsbereichen her. Dazu gehört die Entwicklung des Konzepts der „Sticky Information“ im Jahr 1994. Von Hippels Forschung hat gezeigt, dass Endverbraucher tendenziell eher neuartige Innovationen und Produzenten eher inkrementelle Innovationen entwickeln. Eine Erklärung für dieses Muster ist, dass Information „klebrig“ (sticky) sein kann – das heißt, dass es schwierig und aufwändig ist, sie von einem Ort auf den anderen zu übertragen. Information über neuartige Bedürfnisse widersetzt sich der Übertragung besonders. Hersteller verstehen oft nicht, welche Funktionalitäten den Nutzern fehlt. Endverbraucher wissen mehr über ihre Bedürfnisse als Produzenten. Nutzerinnovatoren bauen auf diesen Informationen auf, wenn sie Innovationen entwickeln. Im Gegensatz dazu wissen Produzenten mehr über mögliche Lösungsansätze und -verfahren.

## Ehrungen
- Ehrendoktor der Fakultät für Betriebswirtschaft der LMU München (2005)[22]
- Ehrendoktor der Copenhagen Business School (2007)[23]
- Ehrendoktor der Technischen Universität Hamburg-Harburg (2013)[3]
- Ehrendoktor der Universität Vaasa (2018)[24]
- Humboldt-Forschungspreis (2013)[5]
- EU Innovation Luminary Award (2015)[5]
- Schumpeter School Preis der Schumpeter School of Business and Economics, Wuppertal (2017)[25]
- Portugal Medal of Science (2020)[5]

## Bibliographie
- The Sources of Innovation (1988) ISBN 0-19-504085-6, Creative Commons PDF
- Democratizing Innovation (2005) ISBN 0-262-22074-1, Creative Commons PDF
- Free Innovation (2017) ISBN 978-0-262-33546-1, Creative Commons PDF